# Zone d'aménagement concerté
« ZAC » redirige ici. Pour les autres significations, voir ZAC (homonymie).

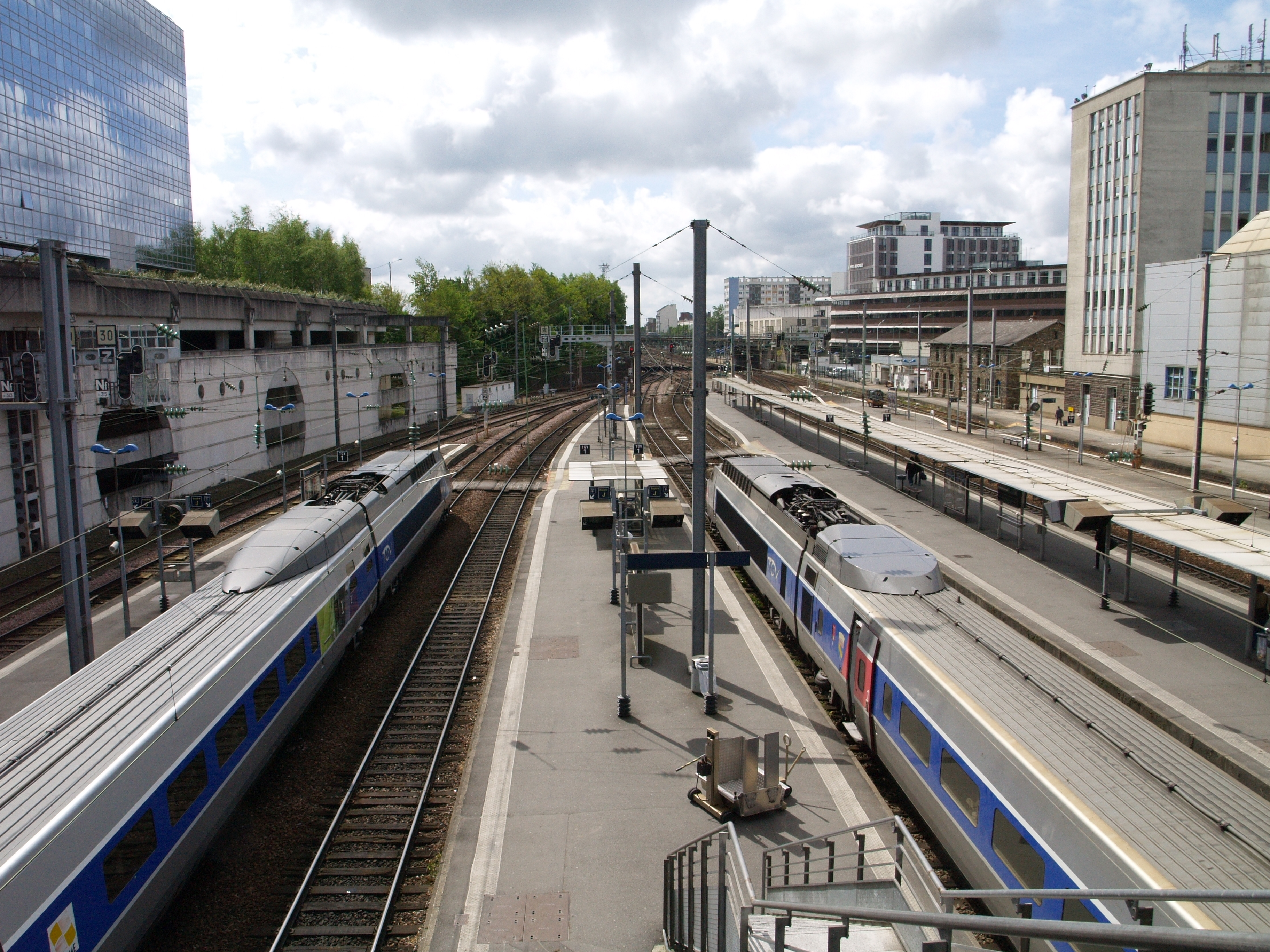
La ZAC d'EuroRennes en cours d'aménagement.

Une zone d'aménagement concerté (ZAC) ou plus familièrement zone à construire est, en France, une opération publique d'aménagement de l'espace urbain en vertu du code de l'urbanisme et instituée par la loi d'orientation foncière no 67-1253 du 30 décembre 1967 pour se substituer aux zones à urbaniser en priorité (ZUP), et modifiée à de nombreuses reprises depuis.
Par métonymie, « ZAC » désigne aussi un habitat urbain résultant de la procédure d'aménagement.

## Objet et historique
Elle avait pour principal objet de faciliter la concertation entre les collectivités publiques et les promoteurs privés qui faisaient preuve de beaucoup de réticence à l'égard des ZUP ; accessoirement, il s'agissait aussi de procéder à une déconcentration et à une uniformisation des contrôles étatiques sur les opérations d'aménagement urbain.
Comme les ZUP, les premières ZAC ont été conçues comme des procédures d'aménagement dérogatoires, qui n'avaient pas l'obligation de respecter les documents de planification de l'urbanisme. Ce n'est que la loi no 76-1285 du 31 décembre 1976 portant réforme de l'urbanisme qui a imposé aux ZAC d'être compatibles avec les SDAU et d'être localisées dans les zones urbaines ou d'urbanisation future des POS, tout en pouvant être dotées d'un document d'urbanisme autonome, les plans d'aménagement de zone (PAZ).
La dernière réforme majeure du régime des zones d'aménagement concerté est celle de la loi relative à la solidarité et au renouvellement urbains (loi SRU) no 2000-1208 du 13 décembre 2000, qui a supprimé la possibilité de doter les nouvelles ZAC d'un PAZ. Elles sont donc soumises au plan local d'urbanisme (PLU) de la commune.

## Définition
Mises en œuvre à partir de 1970, « les zones d’aménagement concerté sont les zones à l’intérieur desquelles une collectivité publique ou un établissement public y ayant vocation décide d’intervenir pour réaliser ou faire réaliser l’aménagement et l’équipement des terrains, notamment de ceux que cette collectivité ou cet établissement a acquis ou acquerra en vue de les céder ou de les concéder ultérieurement à des utilisateurs publics ou privés ».
Les équipements publics réalisés dans le cadre de la ZAC peuvent être de types très différents, tels qu'adduction au réseau d'eau potable et d'assainissement, routes, écoles, habitations, etc.
Le projet d'urbanisme de la ZAC, établi autour d'un programme de construction et d'équipements publics précis (logements, activités, équipements) pouvait être soit constitué par un document d'urbanisme spécifique, le plan d'aménagement de zone (PAZ), soit être l'application du règlement d'urbanisme de la commune, le plan d'occupation des sols (POS). Depuis la loi relative à la solidarité et au renouvellement urbains (loi SRU), les règles d'urbanisme des nouvelles ZAC sont désormais incluses dans le plan local d'urbanisme (PLU) afin de mieux intégrer celles-ci dans l'urbanisation environnante.
Les PAZ approuvés avant l'entrée en vigueur de la loi SRU continuent néanmoins à s'appliquer jusqu'à l'approbation d'un PLU par la commune ou l'EPCI compétent, et il est possible de pendant cette période de les modifier afin de les adapter aux évolutions des besoins.
La zone d'aménagement concerté représente une alternative à celle du lotissement : celui-ci est normalement d'initiative privée, alors que la ZAC nécessite la volonté d'agir d'une collectivité publique.

### Création de la ZAC
L'initiative revient à l'État, à une collectivité territoriale ou à un établissement public, ayant vocation, du fait de la loi ou de ses statuts, à réaliser ou à faire réaliser l'objet de la ZAC.
La concertation préalable prévue à l'article L. 300-2 doit être engagée dès le début du projet par une délibération qui précise les objectifs poursuivis et les modalités de concertation.
Le dossier de création est approuvé :
- soit par la commune ou l'Établissement public de coopération intercommunale (EPCI) compétent lorsqu'ils en ont l'initiative ;
- soit par le préfet, lorsque l'initiative de l'opération appartient à l’État, à la région, au département, ou à un établissement public relevant de ces collectivités (Office public d'aménagement et de construction, OPAC) ou lorsque la ZAC est située à l'intérieur d'une opération d'intérêt national.

Il doit enfin préciser si la taxe d'aménagement (qui remplace la taxe locale d'équipement depuis mars 2012) est maintenue dans la zone. La loi no 2000-1208 du 13 décembre 2000 relative à la solidarité et renouvellement urbains (SRU) a supprimé les plans d'aménagement de zone (PAZ). Les règles d'urbanisme de la ZAC sont intégrées au plan local d'urbanisme (PLU).
Les PAZ approuvés avant l'entrée en vigueur de la loi SRU demeurent applicables jusqu'à l'approbation d'un PLU par la commune ou l'EPCI compétent. Ils ont les mêmes effets pour les zones intéressées que les PLU et sont par conséquent soumis au même régime juridique.
Les PAZ peuvent faire l'objet d'une modification, d'une révision simplifiée et d'une mise en compatibilité dans le cadre d'une déclaration d'utilité publique (DUP).
La délibération qui approuve le dossier donne lieu, en application de l'article R. 311-5 du code de l'urbanisme, à des mesures de publicité : affichage, pendant un mois, de la délibération ou de l'arrêté préfectoral à l'hôtel de ville de la ou des communes, et, le cas échéant, au siège de l'EPCI compétent ; insertion au Recueil des actes administratifs de la préfecture (si création par le préfet), de la commune (si création par une commune qui compte plus de 3 500 habitants), et au recueil des actes administratifs de l'EPCI, lorsqu'il existe dans son périmètre une commune de plus de 3 500 habitants ; insertion dans un journal diffusé dans le département ; ces mesures de publicité déclenchent les effets juridiques attachés à l'acte de création (sursis à statuer … voir ci-dessus).

### Réalisation de la ZAC
La personne publique qui a pris l'initiative de la création de la ZAC constitue un dossier de réalisation approuvé, sauf lorsqu'il s'agit de l'État, par son organe délibérant (art. R 311-7).
Le dossier de réalisation comprend :
- le programme des équipements publics à réaliser dans la zone ;
- le programme global des constructions à réaliser dans la zone ;
- les modalités prévisionnelles de financement, échelonnées dans le temps ;
- les modifications à apporter éventuellement à l'étude d'impact.

Le programme des équipements publics doit être accompagné de l'accord des collectivités et autres maîtres d'ouvrages publics, qui se prononcent sur le principe de la réalisation de ces équipements, de leur incorporation dans leur patrimoine, et, le cas échéant, de leur participation au financement ; ainsi, si elle figure dans un programme des équipements publics d'une ZAC, l'extension d'un collège devra recueillir l'accord de l'assemblée délibérante du département.
Par ailleurs, l'opération ne peut légalement mettre à la charge de l'aménageur que le coût des équipements nécessaires aux futurs habitants ou usagers des constructions à édifier dans la ZAC (article L. 311-4 du code de l'urbanisme). Inversement, une ZAC suppose un minimum d'équipements publics, pour que l'autorité compétente puisse remplacer la Taxe locale d'équipement par un régime de participations spécifiques à caractère contractuel (articles L. 317 quater et 1585-C-I-2e du code général des impôts).
Enfin, le dossier contiendra des annexes techniques (plan des domanialités futures, plans des réseaux…), le cas échéant, le projet de concession d'aménagement (nota bene : l'attribution des concessions d'aménagement est soumise par le concédant à une procédure de publicité et de concurrence définie aux articles R. 300-4 et suivants du code de l'urbanisme), les modifications à apporter éventuellement à l'étude d'impact, ainsi que le cahier des charges des cessions de terrains (article L. 311-6). Cette dernière pièce précise en effet :
- le nombre de mètres carrés de surface hors œuvre nette dont la construction est autorisée sur la parcelle cédée ; elle définit donc les droits à construire attachés à chaque parcelle.
- (éventuellement) « les prescriptions techniques, urbanistiques et architecturales imposées pour la durée de réalisation de la zone ».

L'approbation du dossier de réalisation donne lieu aux mêmes mesures de publicité que l'approbation du dossier de création.

## Suppression d'une ZAC
- La loi SRU du 13 décembre 2000 a prévu des règles de caducité du cahier des charges de cession de terrain (CCCT), lors de la suppression d'une ZAC ; et la loi Élan du 23 novembre 2018 a cherché a clarifier la nature règlementaire et/ou contractuelle de ce document[réf. nécessaire].
- La décision rendue en Cour de cassation le 4 mars 2021 affirme que même caduc, le cahier des charges continue de régir les relations entre les propriétaires qui y ont consenti ; l'acte d'achat du terrain postérieur à la date de suppression de la ZAC comportant un rappel des clauses et conditions du CCCT, les reproduisant ; et la volonté étant de rendre opposable ce document à quiconque détiendrait tout ou partie du territoire de la ZAC[3].

## Sources
- art L. 311-1 et L. 314-1 du code de l'urbanisme.
- Site du CERTU : Zone d'aménagement concerté.
- Ministère de l’Équipement, Guide des zones d’aménagement concerté, La Documentation française, 1989.
- Ministère de l’Équipement, Intervenir en quartiers anciens, éd. Le Moniteur, Paris, 1999, p. 176-182.